# Ataxx
Ataxx es un juego de mesa que apareció como un videojuego arcade por The Leland Corporation. El juego fue inventado por Dave Crummack y Craig Galley en 1988 y fue llamado Infection. Fue lanzado en Amiga, Commodore 64 y Atari ST.

## Jugabilidad
La jugabilidad es similar al Othello o Reversi.
Dos jugadores toman turnos poniendo piezas en un tablero 7x7. En la posición inicial, cada jugador tiene dos piezas de su color en esquinas opuestas diagonalmente.

Posición inicial.

Comienza uno cualquiera de los jugadores. A partir de entonces se turnarán para jugar.
En su turno un jugador debe escoger entre:
- Añadir una ficha nueva al tablero. Debe hacerlo sobre una casilla vacía contigua ortogonal o diagonalmente a otra propia que ya esté sobre el tablero.

- Desplazar una ficha propia ya puesta anteriormente sobre el tablero a otra casilla vacía que esté exactamente a una distancia de 2 casillas del origen, en cualquier dirección.

### Captura
Si la casilla recién ocupada (añadiendo o saltando) estuviera adyacente ortogonal o diagonalmente a una o varias fichas enemigas, éstas serán volteadas sobre el tablero. Al ser ya del mismo color que las fichas del jugador que las capturó, este podrá usarlas como propias.

Posición inicial del ejemplo.

Las negras añaden una ficha a la izquierda de su formación de tres.

Capturan con ello a la ficha blanca que es volteada y pasa a ser negra.

Las blancas contestan saltando. Las tres fichas negras contiguas a la blanca que saltó, son capturadas.

Posición final del ejemplo.

### Fin de la partida
La partida terminará cuando uno de los dos jugadores no pueda hacer un movimiento válido.
En ese momento se cuentan las fichas de cada jugador sobre el tablero. El que más tenga, gana.